# Zhou Yang
Zhou Yang (kin. 周洋; pinyin: Zhōu Yáng) (Changchun, Kina, 9. lipnja 1991.) je kineska brza klizačica na kratkim stazama. Na Olimpijskim igrama 2010. u Vancouveru je bila članica kineske štafete u utrci na 3.000 metara koja je osvojila zlatnu medalju. Osim nje, štafetu su činile i Wang Meng, Sun Linlin i Zhang Hui. Na istim igrama osvojila je i svoje drugo zlato u disciplini utrke na 1.500 m. Vrijeme koje je tada ostvarila postao je novi svjetski i olimpijski rekord. U polufinalu utrke na 1.000 m također je postavila novi svjetski i olimpijski rekord.
Nakon osvajanja zlatnih olimpijskih medalja, Zhou Yang je naišla na kritike guvernera svoje provincije jer je propustila zahvaliti kineskoj Vladi i zemlji nakon pobjede. To je izazvalo mnogo kontroverzi na Internetu a guverner je oštro kritiziran.
Kineskinja je na Olimpijadi u Sočiju 2014. uspjela obraniti naslov olimpijske pobjednice na 1500 m.

## Počeci
Zhou Yang se počela baviti klizanjem u dobi od osam godina a trener brzog klizanja je u njoj prepoznao potencijal da se bavi tom klizačkom disciplinom.
Sportašica je 2008. na Svjetskom prvenstvu u kratkim stazama osvojila zlatnu medalju u utrci na 3.000 m. Na kraju prvenstva bila je rangirana na drugo mjesto u ukupnom poretku, iza sunarodnjakinje i reprezentativne kolegice Wang Meng.

## Olimpijske igre

### OI 2010. Vancouver
| Vancouver 2010. Finale - 1500 m | Vancouver 2010. Finale - 1500 m | Vancouver 2010. Finale - 1500 m |
| RANG                            | Natjecatelj                     | Vrijeme                         |
| ------------------------------- | ------------------------------- | ------------------------------- |
|                                 | Zhou Yang                       | 2:16,993                        |
|                                 | Lee Eun-Byul                    | 2:17,849                        |
|                                 | Park Seung-Hi                   | 2:17,927                        |

| Vancouver 2010. Finale - 3000 m štafeta | Vancouver 2010. Finale - 3000 m štafeta                      | Vancouver 2010. Finale - 3000 m štafeta |
| RANG                                    | Natjecatelj                                                  | Vrijeme                                 |
| --------------------------------------- | ------------------------------------------------------------ | --------------------------------------- |
|                                         | Sun Linlin Wang Meng Zhang Hui Zhou Yang                     | 4:06,610                                |
|                                         | Jessica Gregg Kalyna Roberge Marianne St-Gelais Tania Vicent | 4:09,137                                |
|                                         | Allison Baver Alyson Dudek Lana Gehring Katherine Reutter    | 4:14,081                                |

### OI 2014. Soči
| Soči 2014. Finale - 1500 m | Soči 2014. Finale - 1500 m | Soči 2014. Finale - 1500 m |
| RANG                       | Natjecatelj                | Vrijeme                    |
| -------------------------- | -------------------------- | -------------------------- |
|                            | Zhou Yang                  | 2:19,140                   |
|                            | Shim Suk-Hee               | 2:19,239                   |
|                            | Arianna Fontana            | 2:19,416                   |